# John D. MacDonald
John Dann MacDonald (ur. 24 lipca 1916 w Sharon, zm. 28 grudnia 1986 w Milwaukee) – amerykański autor powieści sensacyjnych i science fiction, twórca m.in. cyklu powieści o prywatnym detektywie Travisie McGee. Laureat Nagrody Edgara (Edgar Grand Master Award, 1972) i  National Book Award (1980).

## Życiorys
W 1938 roku uzyskał w Syracuse University stopień Bachelor of Science, a w 1939 roku tytuł Master of Business Administration w Harvard Graduate School of Business. W okresie II wojny światowej służył w Office of Strategic Services (OSS). Zadebiutował jako pisarz w połowie lat 40. XX wieku. Opublikował przeszło siedemdziesiąt książek, których łączna sprzedaż przekroczyła siedemdziesiąt milionów egzemplarzy. Był m.in. autorem przedmowy do zbioru opowiadań Nocna zmiana Stephena Kinga.
W 1980 roku otrzymał National Book Award w kategorii „Mystery” za powieść The Green Ripper (1979), a w 1995 roku powieść The Dreadful Lemon Sky (1975) znalazła się na liście 100 najlepszych powieści kryminalnych wszech czasów opublikowanej przez organizację pisarską Mystery Writers of America.

### Cykl powieści o Travisie McGee
Seria książek o detektywie Travisie McGee, najbardziej znana część dorobku pisarskiego MacDonalda, składa się z dwudziestu jeden powieści:

- Niebieskie pożegnanie (The Deep Blue Good-by, 1964), wyd. polskie 2013, przeł. Robert Kędzierski[6]
- Koszmar na różowo (Nightmare in Pink, 1964), wyd. polskie 2013, przeł. Tomasz Wyżyński[7]
- Purpurowe miejsce zgonu (A Purple Place for Dying, 1964), wyd. polskie 2017, przeł. Grzegorz Kołodziejczyk[8]
- Przebiegła i ruda (The Quick Red Fox, 1964), wyd. polskie 1990, przeł. Aleksandra Sobczak[9]
- A Deadly Shade of Gold, 1965
- Bright Orange for the Shroud, 1965
- Ciemniejsze niż bursztyn (Darker than Amber, 1966), wyd. polskie 1991, przeł. Janina Kumaniecka[10]
- One Fearful Yellow Eye, 1966
- Pale Gray for Guilt, 1968
- The Girl in the Plain Brown Wrapper, 1968
- Dress Her in Indigo, 1969
- The Long Lavender Look, 1970
- A Tan and Sandy Silence, 1971
- The Scarlet Ruse, 1973
- The Turquoise Lament, 1973
- The Dreadful Lemon Sky, 1975
- Puste miedziane morze (The Empty Copper Sea, 1978), wyd. polskie 1993, przeł. Marek Fedyszak[11]
- The Green Ripper, 1979
- Free Fall in Crimson, 1981
- Cynamonowa skóra (Cinnamon Skin, 1982), wyd. polskie 1993, przeł. Anna Kraśko[12]
- The Lonely Silver Rain, 1985

### Inne książki wydane w Polsce
Poza częścią cyklu o Travisie McGee w Polsce wydano również powieści:
- Egzekucja (The Executioners, 1957), wyd. polskie 1992, przeł. Andrzej Pawelec[13] (wznowienie 2003 jako Przylądek strachu)[14]
- Oszuści (The Deceivers, 1958), wyd. polskie 1992, przeł. Anna Hamburger[15]

## Adaptacje filmowe
- Przylądek strachu (1962) – na podstawie powieści Egzekucja (Przylądek strachu), reż. J. Lee Thompson
- Przylądek strachu (1991) – remake, reż. Martin Scorsese